# Вендовер (Юта)
Вендовер (англ. Wendover) — місто (англ. city) в США, в окрузі Туела штату Юта. Населення — 1115 осіб (2020).

## Географія
Вендовер розташований за координатами 40°43′25″ пн. ш. 114°1′29″ зх. д. / 40.72361° пн. ш. 114.02472° зх. д. (40.723740, -114.024843).  За даними Бюро перепису населення США в 2010 році місто мало площу 23,46 км², уся площа — суходіл.

### Клімат
| Клімат : Вендовер       | Клімат : Вендовер | Клімат : Вендовер | Клімат : Вендовер | Клімат : Вендовер | Клімат : Вендовер | Клімат : Вендовер | Клімат : Вендовер | Клімат : Вендовер | Клімат : Вендовер | Клімат : Вендовер | Клімат : Вендовер | Клімат : Вендовер | Клімат : Вендовер |
| Показник                | Січ.              | Лют.              | Бер.              | Квіт.             | Трав.             | Черв.             | Лип.              | Серп.             | Вер.              | Жовт.             | Лист.             | Груд.             | Рік               |
| Абсолютний максимум, °C | 17,8              | 26,7              | 27,2              | 33,3              | 39,4              | 40,6              | 44,4              | 43,3              | 39,4              | 32,2              | 25,6              | 18,3              | 44,4              |
| Середній максимум, °C   | 2,1               | 6,1               | 11,7              | 16,9              | 22,6              | 28,3              | 33,6              | 32,2              | 26,1              | 17,6              | 8,7               | 2,8               | 17,4              |
| Середній мінімум, °C    | −7,4              | −4,2              | 0,0               | 4,5               | 9,7               | 14,7              | 19,4              | 18,0              | 11,8              | 5,2               | −1,7              | −6,4              | 5,3               |
| Абсолютний мінімум, °C  | −26,7             | −24,4             | −13,3             | −7,2              | −3,3              | −0,6              | 6,1               | 2,2               | −2,2              | −7,8              | −15               | −27,8             | −27,8             |
| Норма опадів, мм        | 7                 | 7                 | 9                 | 12                | 18                | 13                | 6                 | 9                 | 9                 | 12                | 7                 | 6                 | 115               |
| ----------------------- | ----------------- | ----------------- | ----------------- | ----------------- | ----------------- | ----------------- | ----------------- | ----------------- | ----------------- | ----------------- | ----------------- | ----------------- | ----------------- |
| Джерело:                |                   |                   |                   |                   |                   |                   |                   |                   |                   |                   |                   |                   |                   |

## Демографія
Згідно з переписом 2010 року, у місті мешкало 1400 осіб у 486 домогосподарствах у складі 308 родин. Густота населення становила 60 осіб/км².  Було 589 помешкань (25/км²).
Расовий склад населення:
| - 66,3 % — білих - 2,1 % — корінних американців - 0,6 % — чорних або афроамериканців - 0,4 % — азіатів - 27,1 % — осіб інших рас |

До двох чи більше рас належало 3,5 %. Частка іспаномовних становила 68,3 % від усіх жителів.
За віковим діапазоном населення розподілялося таким чином: 34,9 % — особи молодші 18 років, 58,8 % — особи у віці 18—64 років, 6,3 % — особи у віці 65 років та старші. Медіана віку мешканця становила 28,5 року. На 100 осіб жіночої статі у місті припадало 108,3 чоловіків;  на 100 жінок у віці від 18 років та старших — 115,6 чоловіків також старших 18 років.
Середній дохід на одне домашнє господарство  становив 33 814 долари США (медіана — 28 106), а середній дохід на одну сім'ю — 35 304 долари (медіана — 29 242). Медіана доходів становила 21 731 долар для чоловіків та 18 846 доларів для жінок. За межею бідності перебувало 31,5 % осіб, у тому числі 46,6 % дітей у віці до 18 років та 13,4 % осіб у віці 65 років та старших.
Цивільне працевлаштоване населення становило 658 осіб. Основні галузі зайнятості: мистецтво, розваги та відпочинок — 72,8 %, роздрібна торгівля — 4,7 %, освіта, охорона здоров'я та соціальна допомога — 4,6 %, будівництво — 4,6 %.